# The Client (The Office)
"The Client" é o sétimo episódio da segunda temporada da série de televisão estadunidense  The Office, o décimo terceiro no geral. Escrito por Paul Lieberstein, que também atua na série como Toby Flenderson, e dirigido por Greg Daniels, a gravação foi ao ar pela primeira vez em 8 de novembro de 2005 nos Estados Unidos, pela NBC.
O programa retrata a vida cotidiana dos funcionários da filial da empresa de papel Dunder Mifflin em Scranton. Neste episódio, Jan Levinson (Melora Hardin) e Michael Scott (Steve Carell) começam um relacionamento após conseguirem um cliente importante (Tim Meadows). Enquanto isso, o resto do escritório encontra uma história escrita pelo gerente regional e decidem lê-lo juntos.
A ideia de Jan e Michael terem um relacionamento foi concebida por Carell já durante as filmagens do piloto. As cenas no restaurante foram improvisadas em sua maior parte e reduzidas consideravelmente pela edição. Durante a produção, a equipe foi informada pela emissora que a temporada seria estendida para 22 episódios, uma decisão que os "surpreendeu". O episódio recebeu críticas positivas e foi assistido por 7,5 milhões de espectadores.

## Sinopse
Michael Scott e Jan Levinson devem se encontrar com Christian, um funcionário do governo local responsável pela contratação de uma empresa de papel. Se o acordo for fechado, a filial terá ótimo lucro e não precisará demitir funcionários. Enquanto isso, quando a equipe discute sobre seus piores primeiros encontros, Pam Beesly revela que já foi esquecida por um acompanhante após um jogo de hóquei. O espanto deles aumenta quando descobrem que se tratava de seu noivo, Roy. Jan fica brava ao descobrir que Michael mudou o local da reunião para o Chili's, além de fazer piadas e questionar sobre seu recém-divórcio enquanto está no restaurante.
Durante a reunião, Michael liga para Pam e pede que leia algumas piadas guardadas em sua gaveta, onde ela encontra uma história escrita e estrelada por ele intitulada Threat Level: Midnight (Nível de Ameaça: Meia-Noite na dublagem brasileira). Um motivo de risadas, o roteiro é apresentado para Jim Halpert, que imprime cópias e distribui aos demais. Em decorrência de um erro ortográfico, os funcionários percebem que Michael baseou seu personagem incompetente em Dwight Schrute, mas substituiu seu nome usando o recuso de busca do editor de texto e acabou deixando "Dwigt". Dwight então fica chateado e encerra a leitura, convidando todos a soltarem fogos de artifício. Jim e Pam interrompem seus planos para assistirem os fogos e jantarem no telhado. No final da reunião, Jan descobre que as piadas de Michael foram sua estratégia para conquistar o acordo. No estacionamento, os dois se beijam e vão embora juntos.
No dia seguinte, Jim brinca com Pam afirmando que esse foi o primeiro encontro deles. Quando a recepcionista nega ter sido um encontro, ele faz um comentário sarcástico sobre ela ter sido esquecida, deixando-a brava. Dwight, depois de passar a noite no escritório, vê Jan chegando para pegar seu carro, o que causa desconfiança sobre um caso com Michael. Para as câmeras, ele confirma que tiveram relações. Ela liga para o gerente regional e diz que se arrepende do ocorrido, mas Michael se recusa a acreditar.

## Produção

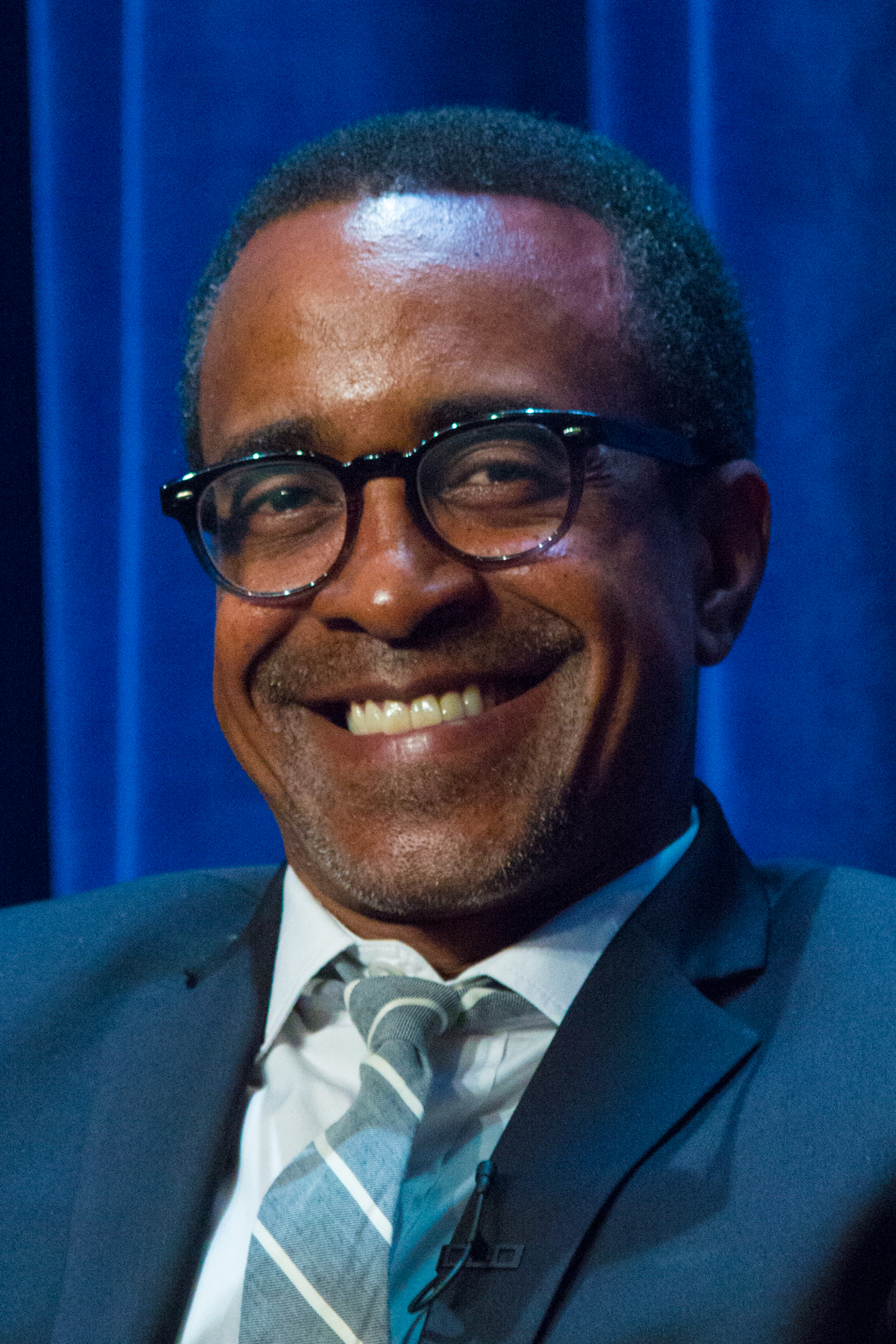
O ator e comediante Tim Meadows estrelou o episódio

Este episódio foi o terceiro dirigido por Greg Daniels. Ele já havia dirigido "Basketball" e "The Dundies". "The Client" foi escrito por Paul Lieberstein, que também interpreta o chefe dos recursos humanos Toby Flenderson. A ideia de Jan e Michael terem um relacionamento romântico foi concebida por Steve Carell já durante as filmagens do piloto. De acordo com Daniels, "era como se ele [Michael] estivesse excitado com sua professora". Lieberstein revelou que concebeu o roteiro a partir da cena final, onde Jim e Michael olham um para o outro e balançam a cabeça, sugerindo que passaram por experiências semelhantes. O resto da gravação foi desenvolvido para levar àquela cena. O momento que Oscar Martinez conta que em seu pior encontro foi questionado sobre antecedentes criminais foi baseada em um acontecimento real de Lieberstein.
Durante as filmagens, Carell e Tim Meadows improvisaram muitas falas do jantar, mas a maior parte foi cortada pela edição. Já o trecho improvisado que os personagens gritam "quero costela de porco" permaneceu na versão final. Em uma entrevista, Jenna Fischer disse que a cena do telhado foi sua favorita. Ela lembrou que "havia uma equipe muito pequena no telhado e eles tinham as câmeras muito longe". No momento em que os funcionários fazem a leitura de Threat Level Midnight, o elenco segura o roteiro diante das câmeras, mas improvisaram a maior parte dos diálogos. Após o término das gravações, os produtores decidiram acrescentar uma explicação sobre o erro ortográfico "Dwigt", informando de maneira nítida ao público sobre o recurso de busca e substituição em editores de texto. O beijo entre Michael e Jan foi ensaiado e filmado "muitas, muitas, muitas vezes", segundo B. J. Novak. Ao editar o momento, Daniels pediu a opinião de muitas pessoas para garantir que o beijo não fosse muito longo ou muito curto.
Entre as cenas deletadas estava Jim dizendo à câmera que seu pior primeiro encontro foi quando ele saiu para jantar com Pam sob a impressão equivocada de que estavam em um encontro e descobriu que ela estava noiva; Daniels disse que essa foi sua cena favorita da segunda temporada.
Durante a produção, a equipe foi informada pela NBC que o programa seria estendido até os 22 episódios. Inicialmente, a emissora solicitou apenas seis, em decorrência da recepção fraca da primeira temporada. No entanto, a série experimentou um salto na audiência, atingindo 7,7 milhões de telespectadores somente no outono. Após o sucesso, Kevin Reilly, presidente da NBC Entertainment, "surpreendeu" o elenco e a equipe técnica e encomendou uma temporada completa; mais tarde, ele comparou The Office a Seinfeld e Cheers, observando que elas também tiveram "começos lentos".